# Peñarroya-Pueblonuevo
Peñarroya-Pueblonuevo es un municipio español situado en la provincia de Córdoba, Andalucía. Cuenta con una población de 10 289 habitantes (INE 2024). Su extensión superficial es de 64,88 km² y tiene una densidad de 159,02 hab./km². Se encuentra situada a una altitud de 537 metros y a 79 kilómetros por la N-432 de la capital de provincia, Córdoba. El municipio se encuentra en la comarca del Valle del Guadiato.
Los orígenes de la población se remontan al siglo XIX, cuando la actividad minera en la comarca se encontraba en plena expansión. Originalmente eran dos municipios independientes, Peñarroya y Pueblonuevo del Terrible, que se habían segregado del término municipal de Belmez. No sería hasta 1927 cuando ambas poblaciones se unieron en una sola, denominada «Peñarroya-Pueblonuevo». Durante aquel período el municipio conoció un importante crecimiento económico gracias a la minería y la industria, así como una expansión demográfica que le llevó a tener más de 25 000 habitantes. En el término municipal llegó a articularse un importante entramado de fábricas, instalaciones mineras y varias líneas de ferrocarril.
Este auge industrial, impulsado principalmente por la Sociedad Minera y Metalúrgica de Peñarroya (SMMP), inició su declive a mediados del siglo XX. Esto se tradujo en una fuerte crisis estructural para la economía del municipio y en una pérdida de su anterior importancia, así como una progresiva caída de la población. No obstante, en la actualidad continúa siendo uno de los municipios más importantes al norte de la provincia cordobesa. Hoy en día Peñarroya-Pueblonuevo cuenta con un importante patrimonio histórico y arquitectónico.

## Geografía
Integrado en la comarca de Valle del Guadiato, se sitúa a 75 kilómetros de Córdoba. El término municipal está atravesado por la carretera N-432, entre los pK 190 y 194, por la carretera autonómica A-449, que se dirige hacia Villanueva del Duque, y por carreteras locales que permiten la comunicación con Hinojosa del Duque y Belmez. 
El relieve del municipio está definido por Sierra Morena al norte y el valle del Guadiato al sur. El río Guadiato atraviesa el territorio formando el embalse de Sierra Boyera. La altitud oscila entre los 794 metros al noreste (cerro Alcornocosa) y los 510 metros a orillas del río Guadiato. El pueblo se alza a 538 metros sobre el nivel del mar. 
| Noroeste: La Granjuela               | Norte: Hinojosa del Duque | Noreste: Villanueva del Duque |
| Oeste: La Granjuela y Fuente Obejuna |                           | Este: Belmez                  |
| Suroeste: Fuente Obejuna             | Sur: Belmez               | Sureste: Belmez               |

## Historia

### Orígenes
De 1272 data la referencia más antigua al nombre del lugar de Peñarroya, en el reinado de Alfonso X. Tiene su origen en un cortijo más tarde convertido en aldea medieval conocida por «Peña Roja», de donde procede su nombre actual. Los sucesos de Fuente Obejuna en 1476 provocaron que algunas de las gentes de esta villa la abandonasen y se establecieran en el cortijo de Peñarroya —dependiente de Belmez—, que, a partir de esta fecha, quedará habitado permanentemente. 
La actividad minera tuvo una cierta tradición en esta zona, alcanzando su cénit en el siglo XIX. Ya en 1788 José Simón de Lillo, abastecedor de carnes del presidio y de las minas de Almadén, cuando se dirigía a Belmez para comprar corderos, pasó por el arroyo de la Hontanilla, y reconoció en unas tierras negras el nuevo combustible mineral (carbón). La instalación de compañías francesas en la zona para la explotación de las minas llevó a un importante crecimiento del núcleo de Peñarroya, al punto de segregarse del término municipal de Belmez en 1896. Un caso similar fue el de Pueblonuevo del Terrible, que apareció en el siglo XIX gracias a las explotaciones mineras, logrando su emancipación de Belmez en 1894 —dos años antes que Peñarroya—. El nombre de Pueblonuevo del Terrible viene dado por un famoso perro llamado «Terrible» que era temido por su fiereza y que vivía en el «nuevo pueblo». Corre una leyenda según la cual fue él quien descubrió carbón en tierras próximas a la localidad.

### Apogeo minero-industrial

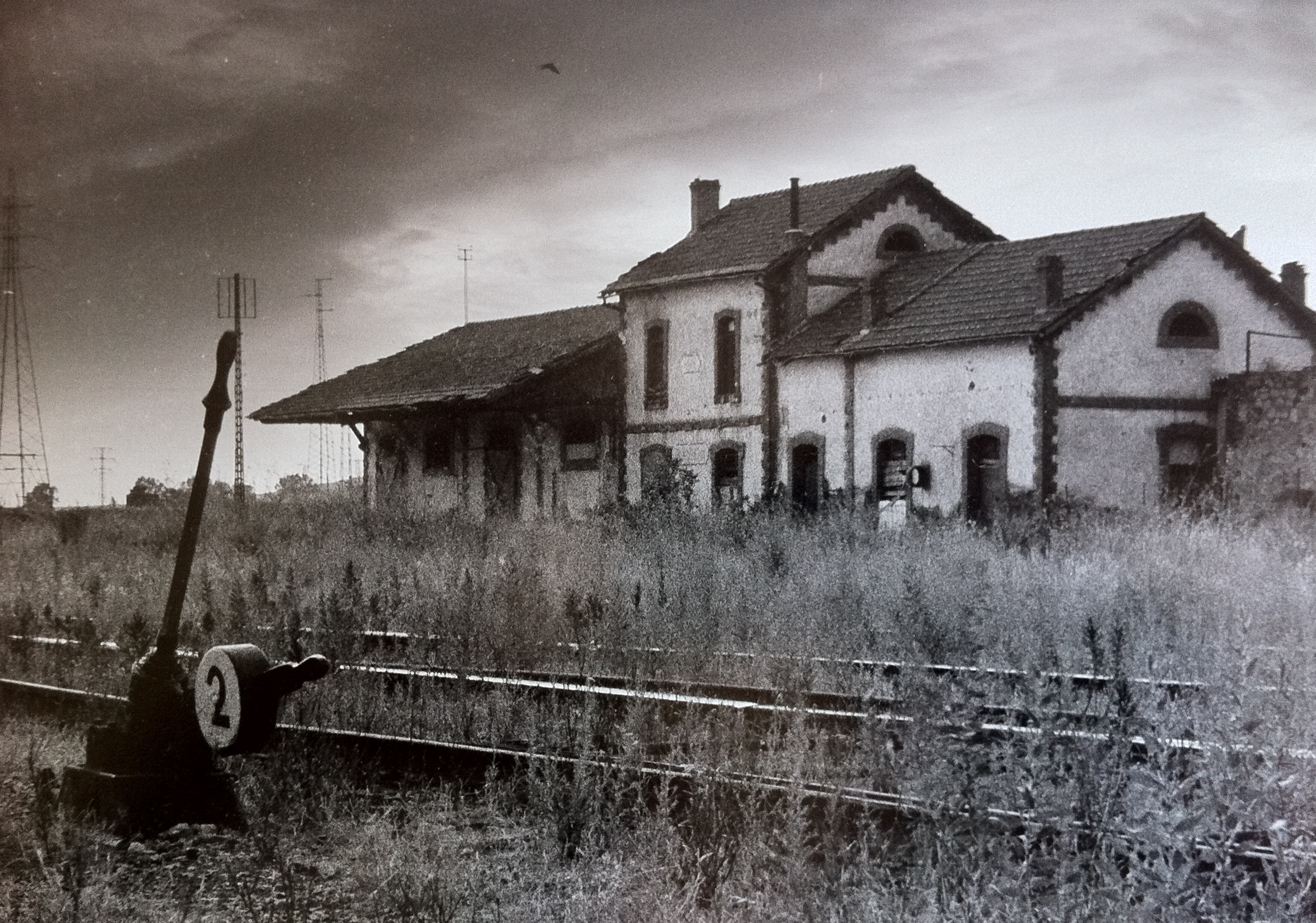
Estación de Peñarroya, de la línea férrea Peñarroya-Puertollano

La importancia de los yacimientos propició la aparición de nuevas compañías mineras, como fue el caso de la Sociedad Minera y Metalúrgica de Peñarroya (SMMP). El primer Cerco Industrial de la zona se levantó frente a Pueblonuevo del Terrible en 1875 por parte de la Sociedad Hullera y Metalúrgica de Belmez, si bien años después este complejo pasaría a manos de SMMP. Por aquellas fechas, con la actividad de la cuenca minera en pleno auge, también se produjo la llegada del ferrocarril a la comarca: en 1868 entró en servicio la línea Almorchón-Belmez, seguida cinco años después por la línea Córdoba-Belmez. En las cercanías del Cerco Industrial se construyó una estación de ferrocarril, perteneciente a la línea de Almorchón. 
La SMMP también construyó un ferrocarril de vía estrecha que unía Peñarroya con Puertollano y Fuente del Arco, cuyo trazado no entraría en servicio en su totalidad hasta 1924. Durante estos años acuden a la zona multitud de inmigrantes y aparte de la colonia francesa establecida en la misma, vienen también a la localidad portugueses e italianos, siendo bastante fuerte el movimiento obrero. Es en la primera década del siglo XX, cuando la cuenca minera de Peñarroya-Pueblonuevo se constituye como uno de los más importantes polos industriales de Andalucía y el mayor de la provincia de Córdoba. Entre sus muchas industrias se contaban una fundición de plomo, una fábrica de zinc, una factoría de ácido sulfúrico, hornos de cok, fábrica de superfosfatos, una central termoeléctrica, talleres generales, etc. La SMMP tenía una posición preponderante que iba más allá de la actividad económica: buena parte de los terrenos del municipio de Peñarroya eran propiedad de la compañía, llegando a donar numerosas parcelas para facilitar la construcción de edificios como la casa consistorial, el cuartel de la Guardia Civil o la central telefónica. Su influencia también se extendía sobre los políticos y la administración. Al llegar a 1914 se produjo un vertiginoso crecimiento de la población de Peñarroya y Pueblonuevo del Terrible, llegando a alcanzar entre ambas los 24 000 habitantes. 
El municipio actual —así como su nombre— son fruto de la fusión que en 1927 se produjo de los municipios de Peñarroya y Pueblonuevo del Terrible, cuyos núcleos de población para entonces ya se hallaban contiguos. Esta fusión se llevó a cabo por el alcalde en ese momento, Eladio León y Castro. Se da la circunstancia de que para entonces el rápido crecimiento poblacional y de viviendas había supuesto que a ambos núcleos urbanos acabaran siendo colindantes uno del otro. 

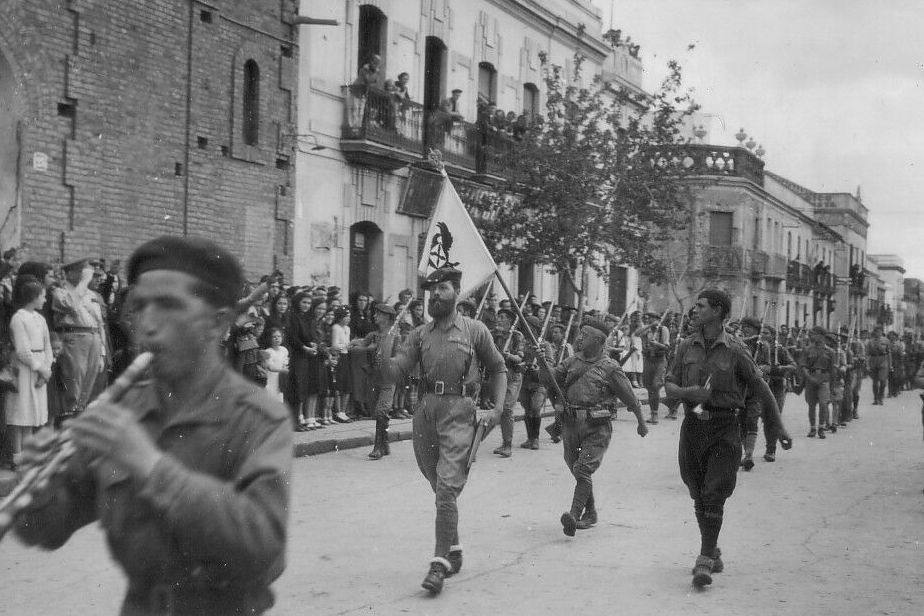
Desfile del requeté carlista, plaza Santa Bárbara, 1936.

Cuando en julio de 1936 se produjo el estallido de la Guerra Civil, inicialmente Peñarroya-Pueblonuevo se mantuvo en zona republicana. Los militantes socialistas y comunistas de la zona organizaron el llamado batallón «del Terrible», que intervendría en diversas acciones en el frente de Córdoba. Dada la importancia del núcleo minero e industrial, la población fue un objetivo prioritario de las fuerzas sublevadas y en octubre de 1936 sería conquistada por estas. La zona se convirtió prácticamente en primera línea de frente, sufriendo frecuentes bombardeos artilleros y aéreos durante toda la contienda. En enero de 1939 las fuerzas republicanas lanzaron una importante ofensiva en la zona, cuyo avance llegó a los alrededores de Peñarroya-Pueblonuevo. La resistencia franquista, no obstante, frustraría esta última ofensiva a pocas semanas del final de la contienda. Posteriormente, la fuerte represión favorecería el abandono masivo, dando lugar a la inmigración de nuevos grupos en busca del trabajo en la minería y la industria. Aun así, en el censo de 1950 el municipio tenía entonces más de 27 000 habitantes (INE).

### Declive y etapa actual
Tras la aplicación del «Plan de Estabilización» de finales de la década de 1950, comienza el repliegue de la sociedad francesa «Peñarroya», marcado por una fuerte emigración durante la siguiente década, el cierre de las instalaciones industriales. Parte de este declive se eclipsó con la clausura en 1970 del ferrocarril de Peñarroya a Puertollano y la decadencia de la línea Córdoba-Almorchón, que en 1974 sería cerrada al tráfico de viajeros. El régimen franquista reaccionó al repliegue de la SMMP con la creación de la empresa estatal ENCASUR, que tenía por objetivo la reactivación de la cuenca minera. Para ello se habilitó un importante complejo en «El Porvenir». En 1994 se celebró el Primer Centenario de las Villas de Peñarroya y Pueblonuevo del Terrible, año en que se realizaron gran variedad de actos conmemorativos. La empresa ENCASUR mantuvo la actividad en las explotaciones mineras de la zona hasta 2012, fecha en que fueron clausuradas y se puso fin a esta histórica actividad.

## Demografía
Peñarroya-Pueblonuevo cuenta con una población de 10 289 habitantes (INE 2024).
| Gráfica de evolución demográfica de Peñarroya-Pueblonuevo entre 1930 y 2021 |
| |
| Población de derecho según los censos de población del INE Población de hecho según los censos de población del INEEntre el censo de 1930 y el anterior, aparece este municipio porque se fusionan los municipios Peñarroya y Pueblonuevo del Terrible |

## Economía

### Evolución de la deuda viva municipal
El concepto de deuda viva contempla sólo las deudas con cajas y bancos relativas a créditos financieros, valores de renta fija y préstamos o créditos transferidos a terceros, excluyéndose, por tanto, la deuda comercial.
| Gráfica de evolución de la deuda viva del Ayuntamiento de Peñarroya-Pueblonuevo entre 2008 y 2023                |
| |
| Deuda viva del Ayuntamiento de Peñarroya-Pueblonuevo, en miles de euros, según datos del Ministerio de Hacienda. |

## Política y administración

### Gobierno municipal
| Legislatura | Nombre                                                         | Partido político |
| ----------- | -------------------------------------------------------------- | ---------------- |
| 1979–1983   | Rafael Añez García                                             | PSOE             |
| 1983–1987   | Rafael Añez García                                             | PSOE             |
| 1987–1991   | Rafael Añez García (1987-1989) Álvaro Muñoz Molero (1989-1991) | PSOE             |
| 1991–1995   | Álvaro Muñoz Molero                                            | PSOE             |
| 1995–1999   | Alejandro Guerra Cáceres                                       | PSOE             |
| 1999–2003   | Rafael Muñoz Ramírez                                           | IU               |
| 2003–2007   | Luisa Ruiz Fernández                                           | PSOE             |
| 2007–2011   | Luisa Ruiz Fernández                                           | PSOE             |
| 2011-2015   | María Gil Morata                                               | PP               |
| 2015-2019   | José Ignacio Expósito Prats                                    | PSOE             |
| 2019-2023   | José Ignacio Expósito Prats                                    | PSOE             |
| 2023-2025   | Víctor Manuel Pedregosa Viso                                   | PSOE             |
| 2025-       | María Victoria Paterna Otero                                   | Sí Peñarroya     |

## Servicios y equipamientos

### Educación
Peñarroya-Pueblonuevo cuenta con los siguientes centros educativos:
- Centros docentes privados:
  - CDP Presentación de María: cuenta con enseñanzas de Infantil, Primaria y ESO.
  - CDP de educación especial Ntra. Sra. del Rosario
- Colegios de educación infantil y primaria:
  - CEIP Alfredo Gil
  - CEIP Aurelio Sánchez
  - CEIP Eladio León
  - CEIP San José de Calasanz
- Escuelas infantiles:
  - EI El Cerro
  - EI El Minero
- Institutos de educación secundaria, ambos cuentan con Bachillerato y ciclos formativos:
  - IES Alto Guadiato
  - IES Florencio Pintado
- Sección de Educación Permanente Peñarroya-Pueblonuevo

### Sanidad

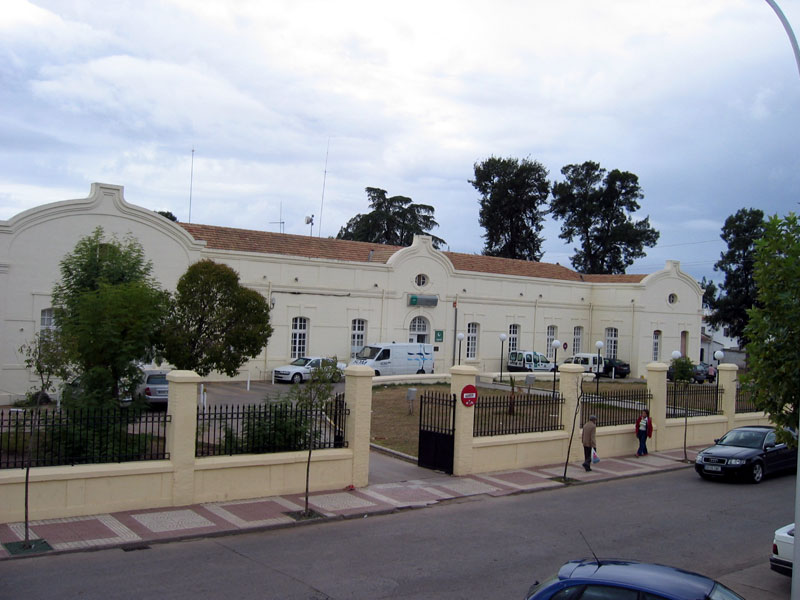
Antiguo hospital de la SMMP, actualmente el centro de salud

Peñarroya-Pueblonuevo cuenta con diversos equipamientos del Servicio Andaluz de Salud (SAS), los cuales son los siguientes:
- Hospital de Alta Resolución Valle del Guadiato:[20] Entró en servicio el 19 de enero de 2009,[21] después de ser una infraestructura muy solicitada por la población de la zona. Da servicio principalmente a la comarca del Valle del Guadiato.
- Centro de salud de Peñarroya-Pueblonuevo.[22]
- Unidad de Salud Mental Comunitaria de Peñarroya-Pueblonuevo.[23]

## Patrimonio artístico y monumental

### Barrio Francés
En este barrio se ubicaban las casas de los directivos de la Sociedad Minera y Metalúrgica de Peñarroya (SMMP), en todos los chalets se apreciaba el estilo francés, siendo por fuera muy similares entre sí. En todos ellos había un gran jardín delante de la fachada y una valla de madera que los rodeaba. Las ventanas también eran en madera, sus habitaciones eran de amplias dimensiones con altos techos. Tenían grandes patios traseros. En ellas se diferenciaban las estancias del servicio de las de los señores. Actualmente se conserva la estructura exterior de algunas casas, pero otras son de construcción actual. El edificio del Milton Livesey College, antiguo local de la Sociedad Minera, fue realizado en estilo neoclásico francés, presentando una armónica belleza que proviene de su cuidada simetría y de la clásica alineación de los huecos de las ventanas de sus fachadas, realzadas por las vallas exteriores que ciñen el apacible jardín inglés de la principal.

### Biblioteca municipal

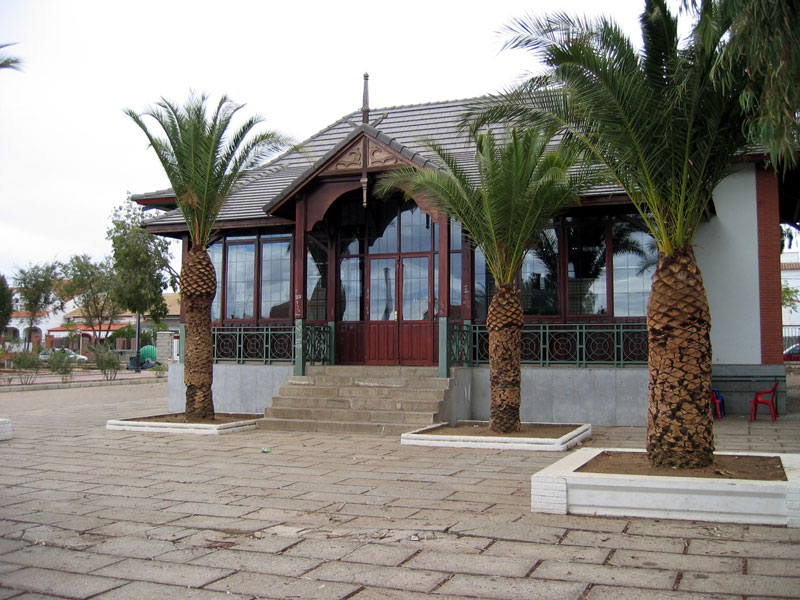
Sede de la Biblioteca municipal, antiguamente el club social francés.

Dentro del núcleo de recreo social Parque Carbonífera se encuentra el antiguo centro de reunión social de directivos de la SMMP, que actualmente es la sede de la biblioteca municipal de Peñarroya-Pueblonuevo. La línea francesa del elegante edificio le hace destacar del entorno, elevándose sobre una plataforma cuadrada. Su fachada principal presenta un pórtico de madera rematado con motivos nórdicos al que se accede por una escalinata que nos adentra en su luminoso interior, envuelto por una decimonónica cristalera. Sus cubiertas a cuatro aguas, originariamente de pizarra, fueron recuperadas tras el incendio sufrido en 1999.

### Casa consistorial y Casino del Terrible
Pertenecientes al estilo moderno español son la Casa consistorial y el Casino, ejemplo de la arquitectura funcionalista durante la década de 1920 que presentan características análogas. En estilo neorrenacentista y con un marcado sentido de austeridad, las líneas rectas que dominan sus fachadas se entorpecen con sobrios balcones. Sin embargo, su interior cobra un sentido más grácil por sus elegantes patios arqueados y vestidos con azulada cerámica sevillana, estando cubiertos por vidrieras.

### Dirección de la SMMP en Peñarroya

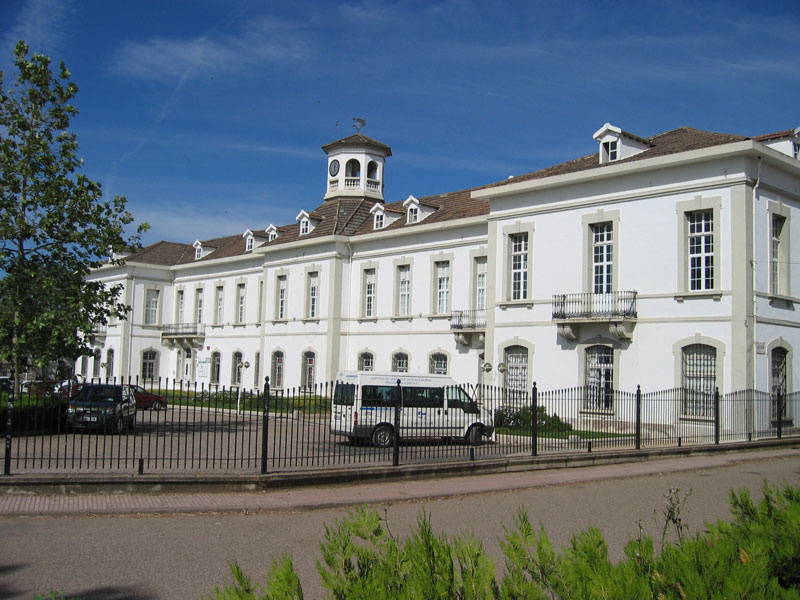
Antigua sede directiva de la SMMP, actual geriátrico «Virgen del Rosario»

La histórica Dirección y Sede Administrativa de la SMMP en Peñarroya fue proyectada hacia 1917 en un estudio de arquitectura parisino. El monumental edificio, en estilo neoclásico francés, presenta una armónica belleza proveniente de su mimada simetría y de la clásica alineación de los vanos de su fachada, realzada por la verja exterior que envuelve el apacible jardín. La horizontalidad del edificio se ve interrumpida por la poligonal torre reloj testigo del paso del tiempo. En la actualidad el edificio acoge el Geriátrico «Virgen del Rosario».

### Iglesia del Salvador y Museo de Bellas Artes
Construida entre 1930 y 1960, es el edificio religioso principal del distrito de Peñarroya. Presenta planta de cruz latina, bóveda de medio cañón y cúpula en el centro del crucero. En el interior de la Sacristía se ubica el Museo de Bellas Artes, este museo alberga una gran variedad de obras pictóricas realizadas en su mayoría por autores provinciales en las últimas décadas del siglo XX.
Destacan en el Sagrario dos óleos del pintor Jorge Latorre Tello, datados sobre 1964, representando uno, una alegoría de la Virgen del Rosario desde el Peñón de Peñarroya, y otro, la visita del Obispo de Córdoba a la localidad en el siglo XVI. Ambas obras fueron encargo del entonces párroco, don Manuel Nieto Cumplido. El artista fue también el autor de la restauración de la talla  de la Patrona, la Virgen del Rosario, del siglo XVI, que se conserva en la iglesia de su nombre,

### Iglesia de Santa Bárbara
Fue construida en pleno auge minero e industrial de la ciudad, razón por la que en ella observamos un cruce de estilos como el neorrománico y reminiscencias góticas. Al emplear el ladrillo como material constructivo en su fachada con una centrada torre con chapitel de azulejería, adquiere un carácter mudéjar. Fue inaugurada en 1878, destacando su retablo del siglo XVIII, procedente de la mezquita-catedral de Córdoba.

### Real iglesia matriz de Nuestra Señora del Rosario
La Iglesia de Nuestra Señora del Rosario constituye el edificio más antiguo de la ciudad, sito en la falda del Peñón. Construida en el siglo XVI, responde a la planta tradicional de los edificios religiosos de la sierra cordobesa. En su interior destaca la talla en madera policromada de Nuestra Señora del Rosario, patrona de la localidad, datada a finales del siglo XV, dando nombre a la ermita original.

## Cultura

### Museo Geológico-Minero
Don Francisco Orden Palomino fue el principal impulsor de dicho museo. dedicó todos sus esfuerzos en acondicionar la antigua Yutera (fábrica de manufacturados del yute) y donó su colección de minerales al pueblo —desde pequeñas muestras de mineral local a un trozo de meteorito—. Situado en el polígono industrial La Papelera, dentro de la conocida nave Yutera. Es uno de los mejores en su género de toda España. En él podremos estudiar la historia geológica española e incluso del resto del mundo, por la diversidad de rocas y minerales que allí se encuentran junto a utensilios para la extracción de los mismos.
Además la ciudad, cuenta con un extenso patrimonio tecnológico (chimeneas de la Sociedad Minera, Almacén central, etc.) que favorecen la arqueología industrial.

### Real Centro Filarmónico Guadiato y Sierra
Dentro del panorama cultural del pueblo, destaca la labor que realiza desde el año 1991 el Real Centro Filarmónico Guadiato y Sierra. El Real Centro Filarmónico "Guadiato y Sierra" es una agrupación coral que pretende continuar la gran tradición musical de la ciudad. Posee un amplio repertorio de canciones, que van desde zarzuelas o música popular hasta habaneras o género lírico, pero destaca sobre todo su labor a la hora de recuperar la música tradicional de la comarca, que es fiel reflejo de su pasado minero. En esta línea de trabajo destaca su segundo disco Identidades II: Folklore en el Alto Valle del Guadiato. En sus más de veinte años de actividad artística, han actuado en multitud de localidades de la geografía cordobesa y nacional, incluyendo algún concierto en el extranjero, como fue su participación en los actos de hermanamiento con la localidad belga de Vilvoorde.

## Personas destacadas
Hijos predilectos
- Lourdes Mohedano (1995), gimnasta rítmica.[24]
- Antonio Rodríguez Cerrato (1921-2014), músico.[25]